# Twoja Telewizja Kablowa
Twoja Telewizja Kablowa (TTK), ursprünglich Tarnowska Telewizja Kablowa, in der Endphase Telewizja Małopolska (TVM), war ein Netzwerk lokaler Fernsehsender in Polen, dessen Eigentümer und Ausstrahler die Małopolska Telewizja Kablowa S.TAR-TV war. Die Sender des Netzwerks waren in Tarnów (1993–2011), in Dębica (1994–2011) sowie in Gdynia (1995–1998, im Kabelnetz Szel-Sat) aktiv. Im Jahr 2004 gab es Ankündigungen zur Inbetriebnahme eines Senders in Danzig (im Netzwerk der Trójmiejskiej Telewizji Kablowej, die mit MTK verbunden war), die jedoch nicht realisiert wurden.

## Geschichte
Der Gründer von TTK war Robert Wolak, der 1989 in Tarnów einen der ersten Kabelfernsehsender in Polen gründete. Im Jahr 1989 begann Tarnowska Telewizja Kablowa mit der Ausstrahlung einer lokalen Sendung unter demselben Namen. Die Sendung wurde aus einem kleinen Studio in der Ul. Monte Cassino, und 1993 zog die Redaktion in ein großes Studio in der Ul. Graniczna in Tarnów. Ein Jahr später wurde in Dębica ein ähnliches Programm gestartet. Aufgrund der Übernahme von Betreibern aus anderen Städten der Region und dem Aufbau eigener Netze nahm das Unternehmen damals den Namen Małopolska Telewizja Kablowa an und erbrachte TVK-, Internetzugangs- und Telefondienste in 18 Städten im Süden Polens. MTK war der erste Betreiber in Polen, der PKP-Glasfaserkabel nutzte, um seine Dienste und lokalen Fernsehprogramme in vielen Städten der Region bereitzustellen. Das lokale Programm behielt den Namen TTK, das Akronym wurde jedoch fortan als Twoja Telewizja Kablowa weiterentwickelt.
In den 1990er Jahren wurde das Programm zunächst in analoger S-VHS-Technik realisiert, später dann mit digitalen Geräten. TTK war der erste Kabelsender in Polen, der über ein eigenes Übertragungsfahrzeug verfügte.
Mitte der 1990er Jahre befand sich das Studio von Twoja Telewizja Kablowa in Tarnów in der ul. Graniczna 8a. Später zog der Sender in das Gebäude in der ul. Fredry 16 um. Am 22. Juni 2000 brach in diesem Gebäude ein Feuer aus, das nahezu alle Fernsehausrüstung und das Programmarchiv zerstörte. Die Folgen des Brandes wurde von der TTK-Crew in einem Reportagefilm festgehalten. Zwei Tage nach dem Brand wurde die Hauptstation MTK wieder in Betrieb genommen und bald auch die Ausstrahlung des lokalen Programms fortgesetzt – zunächst von einem Übertragungsfahrzeug, das auf dem Tarnówer Markt parkte, später aus einer Privatwohnung. Die letzte Geschäftsstelle von TTK befand sich in der ul. Nowy Świat 66.
In den letzten Jahren seines Betriebs führte der Sender den Namen TVM – Telewizja Małopolska. Die neue Identität wurde schrittweise eingeführt und für gewisse Zeit parallel zur bisherigen genutzt; an Profil und Programm des Senders änderte sich dabei wenig.
TVM beendete die Ausstrahlung am 1. September 2011 infolge der Übernahme des MTK-Netzwerks durch das Unternehmen Multimedia Polska. Obwohl die Małopolska Telewizja Kablowa – die das lokale Programm produzierte – den Eigentümer nicht wechselte, entschied der neue Betreiber, TVM durch einen eigenen Kanal, aMazing TV, zu ersetzen. Das Programm dieses Kanals sah vor, lokale Sendungen von externen Produktionsfirmen auszustrahlen – in Tarnów wurde ein solches Programm bereits von der Agentur IMAV erstellt, während in Dębica die Polska Telewizja Regionalna unter der Leitung von Jacek Ruda (ehemaliger Chefredakteur von TVM) die Produktion übernahm.
Die letzte ausgestrahlte Sendung der Telewizja Małopolska war eine Erinnerungsrunde, moderiert von Jacek Ruda und Maddalena Para. Nach dem Sendestopp wurden viele Archivbeiträge über die Portale Netwizja.TV und YouTube verfügbar gemacht.

### TTK Gdynia
Zwischen 1995 und 1998 wurde – basierend auf einer Vereinbarung mit der Firma Szel-Sat – auch in Gdynia ein lokaler TTK-Programminhalt ausgestrahlt, der über das Netzwerk des genannten Betreibers lief. Das Studio von TTK Gdynia befand sich im Gebäude in der ul. Gniewskiej 21 (im Warenhaus „Chylonia“). Zum Programm gehörten unter anderem lokale Nachrichtensendungen, Gespräche mit Gästen sowie die Sendung „TeleRadio“, die an das Pendant aus Tarnów angelehnt war. Zudem wurden einige in Tarnów produzierte Beiträge (wie Konzertberichte und Ratgebersendungen), Filme und Serien ausgestrahlt. Der Sender bereitete auch Programmblöcke vor, die parallel in anderen lokalen Kanälen (TV Trójmiasto, TV Echo aus Wejherowo, TV Rozstaje aus Danzig) liefen. Die Ausstrahlung von TTK Gdynia endete am 29. März 1998. Einen Monat später führte Szel-Sat an dessen Stelle ein eigenes lokales Programm unter dem Namen TV Gdynia (später Tele-Top) ein.

## Programm
Das TTK-Programm umfasste unter anderem: Nachrichten-Websites, journalistische, beratende und Unterhaltungssendungen. Außerdem wurden Reportagen, Kultursendungen zur Geschichte der Region und Sportübertragungen ausgestrahlt. Ein wesentlicher Teil der Sendung wurde live übertragen. Einige TTK-Eigenproduktionen wurden auch auf landesweiten Sendern (wie TV Puls, Kino Polska, Edusat und Moja TV) ausgestrahlt.
Zum Programm von TTK zählten unter anderem:
- Nachrichtensendungen: Regelmäßig ausgestrahlte lokale Nachrichten (z. B. „Twoje Wiadomości“, eine stündliche Informationssendung[10]).
- Unterhaltung und Interaktivität: Das interaktive Format „TeleRadio“ mit telefonischer Zuschauerbeteiligung.
- Historische Beiträge: Die Reihe „Tropami tajemnic Tarnowa“, in der historische Orte und Persönlichkeiten der Stadt vorgestellt wurden.
- Unterhaltungsshows: Sendungen wie „Lepiej tego nie oglądaj“, die unter anderem von lokalen Veranstaltungen berichteten und gelegentlich kontroverse Themen ansprachen.
- Weitere Formate wie der „Magazyn Policyjny 997“, Studiogespräche mit Gästen sowie Koch- und Automobilprogramme (u. a. „Kulinarny Kącik Konesera“, „Smaczny program“, „Swojskie smaki“, „Auto Hit“ und „Auto Top“).

Neben diesen Eigenproduktionen wurden in den 90er Jahren auch Filme und Serien gezeigt. In verschiedenen Phasen nutzte TTK gemeinsame Programmbereiche, die etwa für das Netzwerk TV Odra erstellt wurden, retransmittierte satellitengestützte Programme von ATV und MiniMax und auch Beiträge der Twoja Telewizji Miejskiej, die von der Posen-basierten Firma ART-TV produziert wurden. Nach dem Jahr 2000 wurde das gesamte Programm lokal produziert.

### TeleRadio
Twoja Telewizja Kablowa sendete das erste interaktive Fernsehprogramm Polens mit telefonischer Zuschauerbeteiligung – die Sendung „TeleRadio“. Diese wurde zu einem der beliebtesten Formate von TTK und war nahezu von Beginn der Sendetätigkeit an über mehr als zehn Jahre im Programm. Zuschauer, die in das Studio anriefen, hatten die Möglichkeit, sich zu einem vom Moderator (oder einem beliebigen) vorgegebenen Thema zu äußern, an Gewinnspielen teilzunehmen und ihre Freunde über das Fernsehen zu grüßen. Das Programm umfasste zudem Musikvideos, Straßenumfragen und humorvolle Moderatoren-Diskussionen.
Der Name „TeleRadio“ geht auf Krzysztof Nowak, den ersten Chefredakteur von TTK, zurück. Der erste Moderator war Maciej „Amol“ Wojtowicz.

## Team

### Tarnów
Über die zwanzigjährige Betriebszeit von TTK war der Sender mit einem umfangreichen Team aus Moderatoren, Journalisten, Kameraleuten und Technikern verbunden. Viele ehemalige Mitarbeiter des Senders wechselten zu landesweiten Medien, etwa zu Polsat (Mateusz Borek, Krzysztof Wanio), TVN (Robert Bendera, Iwona Czerniak, Zbigniew Czyż, Wojciech Florek, Grzegorz Lis) oder TVP (Jolanta Michalska).
Die Chefredakteure in Tarnów waren nacheinander Krzysztof Nowak, Grzegorz Światłowski und Jacek Ruda. Zu den über Jahre in der Redaktion beschäftigten Journalisten und Moderatoren gehörten unter anderem Marzena Gajda, Grzegorz Janiszewski, Roman Kieroński, Jacek Kras, Jowita Kuczyńska, Tadeusz Mędzelowski, Aneta Mleczko, Magdalena Para, Magda Partyka, Paweł Piszczek, Urszula Skórka, Maciej „Amol“ Wojtowicz, Karolina Wójs, Agnieszka Wrzesień, Ewa Zapała und Maria Zawada-Bilik.
Langjährige Kameraleute und Cutter waren unter anderem Adrian Dzierwa, Łukasz Gabik, Krzysztof Głuszak, Paweł Hajduga, Mariusz Kobierski, Jacek Kolak, Tomasz Kolak, Piotr Nalepa, Maciej Niemiec, Jacek Pinas, Dawid Skrzypek, Sławomir Sroka, Dariusz Świątek, Andrzej Szypuła und Mariusz Wójcik.

### Dębica
In den 1990er Jahren war Anna Kozioł Chefredakteurin von TTK Dębica. Zu den Journalisten, die mit dem Sender zusammenarbeiteten, zählten unter anderem Sylwia Czerniak, Anna Zboch und Agata Świątek.

### Gdynia
Zu den Moderatoren und Journalisten von TTK Gdynia gehörten unter anderem Anna Brudło, Ewa Dawid, Bogusław Libich, Aneta Kowalczyk, Małgorzata Łaboszczak und Wojciech Toczko. Für die technische Betreuung waren Włodzimierz Młodzianowski und Michał Michalak verantwortlich. Mit dem Sender arbeiteten zudem Jerzy Stachura und Wojciech „Żenia“ Krzyżaniak zusammen.

## Klub TTK
Neben dem Fernsehprogramm existierte unter der Marke TTK auch ein Nachtclub, der in Gdynia in der ul. Świętojańska 130 betrieben wurde. Dieses Lokal war in den Jahren 1996–2001 aktiv. In den 90er Jahren fanden dort Konzerte lokaler Musikbands (hauptsächlich Rockbands) statt, die vom Fernsehteam aufgezeichnet wurden.
Ein vergleichbarer Club war auch in Dębica in Betrieb.